# Соцевино
Соцевино — село в составе Дмитриевского сельского поселения Галичского района Костромской области России.

## География
Село расположено у железнодорожной линии Кострома—Галич Северной железной дороги, у реки Пойма.

## История
Впервые село упоминается в документах XVII века как часть Погарской волости. В 1651 году в Соцевине стояла деревянная церковь в честь Казанской иконы Божией Матери, а также находились двор вотчинников, дворы священнослужителей и 17 крестьянских дворов. К 1656 году село принадлежало братьям Сытиным.
В 1780 году Соцевино вместе с деревней Савино было передано в качестве приданого Ивану Михайловичу Хвостову. Его сын, граф Дмитрий Иванович Хвостов, знакомый А. С. Пушкина, получил известность как поэт, творчество которого современники и критики зачастую оценивали невысоко.
С 1830 года владельцем села стал Николай Петрович Свиньин. Он был родным братом Павла Петровича Свиньина — писателя, историка и издателя журнала «Отечественные записки». Их мать, Екатерина Дмитриевна (урождённая Лермонтова), приходилась двоюродной бабушкой поэту М. Ю. Лермонтову.
Согласно «Спискам населённых мест Российской империи», в 1872 году село относилось ко 2-му стану Галичского уезда Костромской губернии. В нём числилось 22 двора, где проживало 80 человек (30 мужчин и 50 женщин). По данным переписи 1897 года, в селе проживало 78 человек (32 мужчины и 46 женщин).
В 1907 году село входило в состав Воскресенской волости Галичского уезда и располагалось на тракте Кострома — Галич, в 15 верстах от уездного города. В нём насчитывалось 16 крестьянских дворов и 96 жителей.
До муниципальной реформы 2010 года село входило в состав Пронинского сельского поселения.

## Население
| 2008 | 2010 | 2012 | 2014 |
| ---- | ---- | ---- | ---- |
| 1    | ↘0   | ↗1   | →1   |